# Cimabue
Cimabue, vlastním jménem Cenni di Peppo (kolem 1240 – kolem 1302), byl nejproslulejším italským malířem a mozaikářem rané gotiky v Toskánsku, prvním velkým mistrem florentské školy. Dante považoval Cimabua za nejvýznamnějšího italského malíře před Giottem, s nímž se zasloužil o obrodu italského umění ve středověku.

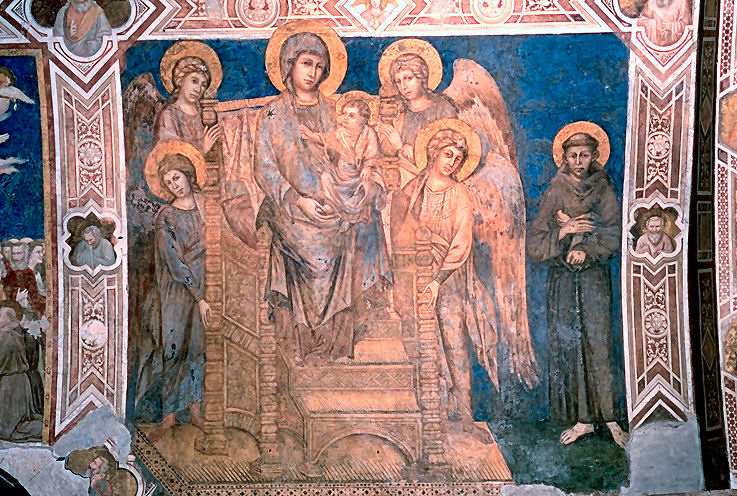
Trůnící madona se čtyřmi anděly a sv. Františkem z baziliky San Francesco v Assisi, Florencie, Uffizi

## Život
Podle životopisce italských renesančních umělců a architektů Giorgia Vasariho pocházel Cimabue z urozené rodiny ve Florencii a zemřel v Pise. Jako chlapec navštěvoval ve Florencii školu při dominikánském kostele Santa Maria Novella, kde tehdy pracovali byzantští malíři. Cimabue utíkal ze školy a celé dny je pozoroval při práci, proto otec i malíři usoudili, že by se měl učit malovat. To je ovšem jenom legenda, neboť stavba kostela byla zahájena v době, kdy Cimabue byl již slavným florentským malířem. Byzantské umělce zřejmě viděl pracovat v Baptisteriu San Giovanni.

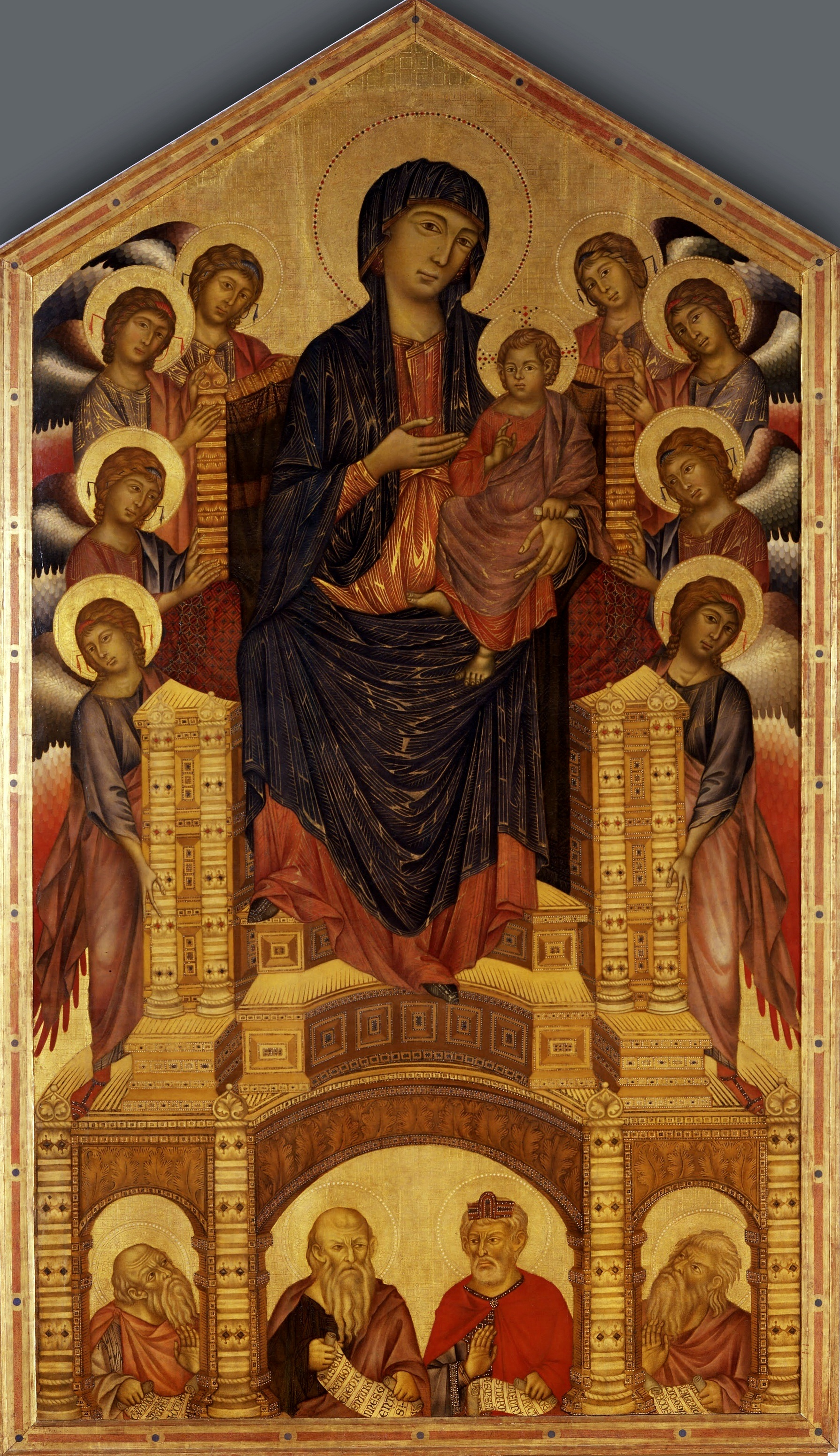
Cimabue: Santa Trinita Maestà, 1280–1300, Uffizi Gallery, Florencie.

Ve svých kompozicích Cimabue zachoval rysy příznačné pro byzantskou školu. Z jeho díla se ovšem nedochovalo mnoho:
Fresky v dolním kostele baziliky sv. Františka v Assisi – nejznámější je zřejmě Trůnící Madona se čtyřmi anděly a sv. Františkem.
Figury tohoto výjevu jsou řazeny hierarchicky od velkých nejvýznamnějších k menším a zpodobeny hieraticky – ve strnulém reprezentačním postoji. Tím vycházejí z byzantské tradice. Individualizace a oduševnělost tváří je již novým rysem. Cimabue patrně osobně poznal sv. Františka a zachytil jeho autentickou podobu s portrétními rysy. Vyobrazení ovlivnilo mnohé další podobizny tohoto světce. Typicky asketická vyzáblá tvář s velkýma uhrančivýma očima a odstálýma ušima odpovídá popisu Františkovy fyziognomie v životopisu od Tomassa di Cellana. Na rozdíl od svého největšího a prý také nejoblíbenějšího žáka Giotta se však Cimabue nepouštěl do rozsáhlých cyklů nových příběhů.
Při práci v bazilice v Assisi se Cimabue setkal s římským malířem Pietrem Cavallinim, který se také podílel na výzdobě zdejšího chrámu. Cavallini jej poučil o technikách středověkého římského malířství a ovlivnil jeho tvorbu.
Jedním z nejznámějších Cimabuových děl je deskový obraz Maestà – Trůnící Madona, namalovaná kolem roku 1280 pro velký oltář florentského kostela Santa Trinità (dnes umístěn v Galerii Uffizi ve Florencii). Rozvrh obrazu a hierarchie, typika a oděvy figur ještě vykazují vliv byzantského malířství, prostor však je již prohlouben použitím klasické perspektivy.
Známý je také Cimabuův krucifix z kostela Santa Croce ve Florencii, který byl nenávratně poškozen roku 1966 při povodni.
K nejvýznamnějším mozaikám patří výjevy se sv. Janem Evangelistou v chrámu San Giovanni v Pise.
V říjnu 2019 byl vydražen do té doby prakticky neznámý Cimabueho obraz Ježíše mezi šklebícími se muži za 24 milionů eur, což je podle aukční síně Actéon vůbec nejvyšší cena, za niž kdy byl nějaký středověký obraz vydražen. Malá malba o rozměrech 20×26 cm byla do té doby ve vlastnictví ženy ze severofrancouzského města Compiègne, která o jejím původu ani hodnotě vůbec netušila.